# Beschneidung im Alten Ägypten
Die männliche Beschneidung im Alten Ägypten bezeichnet die traditionelle Entfernung der Penisvorhaut im Alten Ägypten.

## Geschichte

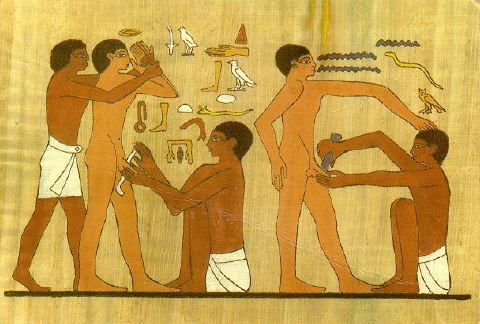
Beschneidung erwachsener Männer (Zeichnung eines Reliefs im Grab des Anchmahor, um 2300 v. Chr.)

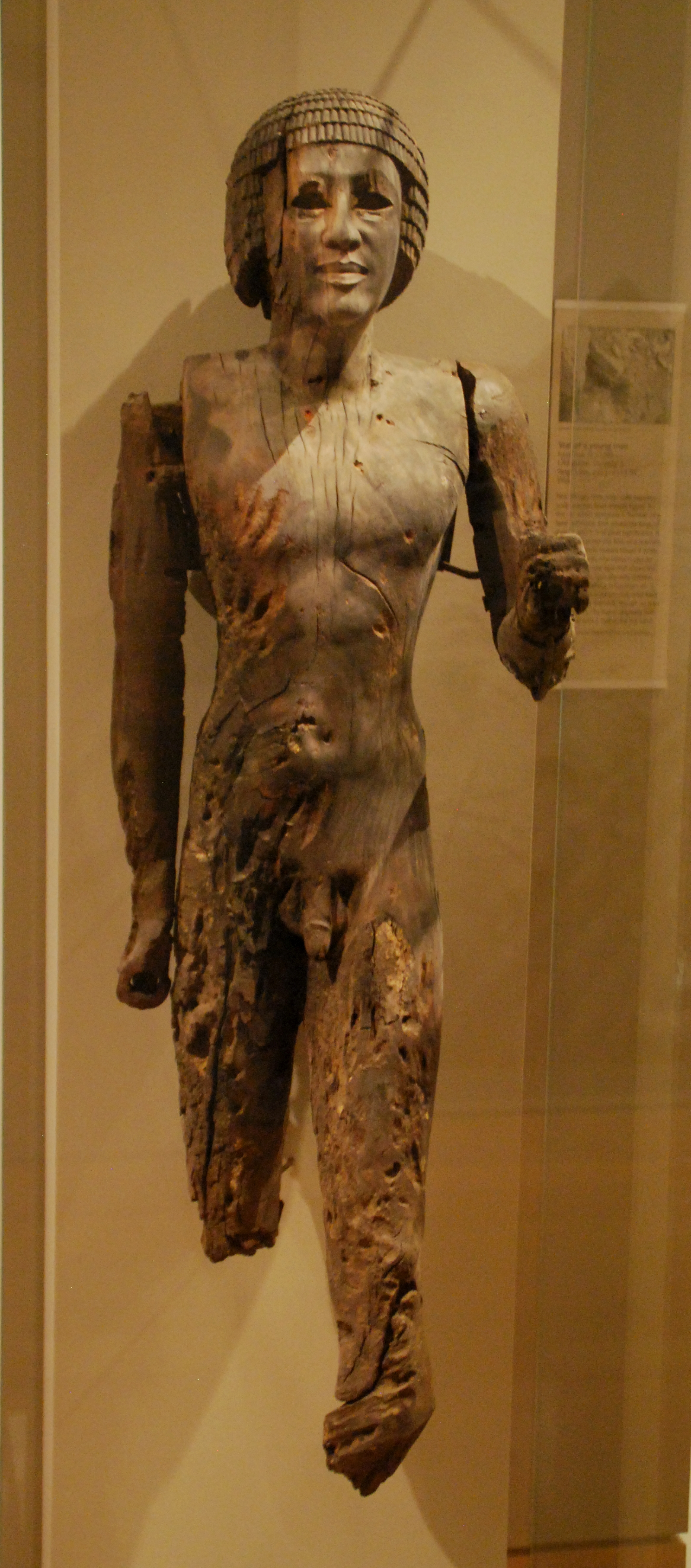
Statue des Senedjemib Mehi (Altes Reich, ca. 2353–2323 v. Chr.)

### Ursprünge und religiöse Bedeutung
Der Ursprung dieser in vielen Regionen praktizierten Tradition ist unklar. Laut dem amerikanischen Historiker David L. Gollaher waren Beschneidungen am Penis schon früh in Gebieten wie Afrika, dem Nahen Osten und Australien (Aborigines) üblich. Beschneidungen wurden von Priestern in einer öffentlichen Zeremonie mit einer Steinklinge durchgeführt.
Die Ursprünge der Beschneidung in Ägypten werden unter anderem mit dem ägyptischen Schlangenkult in Verbindung gebracht: Die Schlange galt als unsterblich, weil sie ihre Haut abwerfen und sich damit immer wieder erneuern konnte. Einige Kulturhistoriker vermuten, die Beschneidung eines Mannes habe symbolisch die Häutung der Schlange nachvollziehen und die menschliche Seele unsterblich machen sollen.
Dem ägyptischen Totenbuch habe der Sonnengott Ra sich selbst „geschnitten“, wobei das Blut zwei kleine Wächtergottheiten schuf. Der französische Ägyptologe Emmanuel de Rougé interpretierte dies als einen Akt der Beschneidung.
David L. Gollaher vermutet, die Beschneidung im alten Ägypten sei ein Zeichen des Übergangs von der Kindheit zum Erwachsenenalter (Übergangsritus). Er erwähnt, dass die Veränderung des Körpers und das Ritual der Beschneidung Zugang zu antiken Mysterien geben sollten, die nur eingeweihten Personen vorbehalten waren. Der Inhalt der Mysterien sei unklar, wahrscheinlich seien sie Mythen, Gebete und Beschwörungen mit zentraler Bedeutung für die Altägyptische Religion.

### Darstellungen in altägyptischer Kunst
Aus dem alten Ägypten stammt die älteste künstlerische Darstellung einer Zirkumzision: Priester zelebrieren eine Beschneidung auf einem Relief in der Mastaba des Anchmahor, Wesir des Pharao Teti II., in Sakkara (um 2300 v. Chr.). Eine weitere, durch den Steinraub stark beschädigte Darstellung des Beschneidungsaktes, datiert auf die Dritte Zwischenzeit, die Regierungszeit des Taharqa (25. Dynastie, um 690–664 v. Chr.) findet sich an der Nordwand im sog. Geburtshaus des Chonspachrod im Bezirk der Mut im Tempel von Karnak und zeigt die Beschneidung des Königs Taharqa in Kontinuität der über mehrere Jahrhunderte kultivierter Tradition.

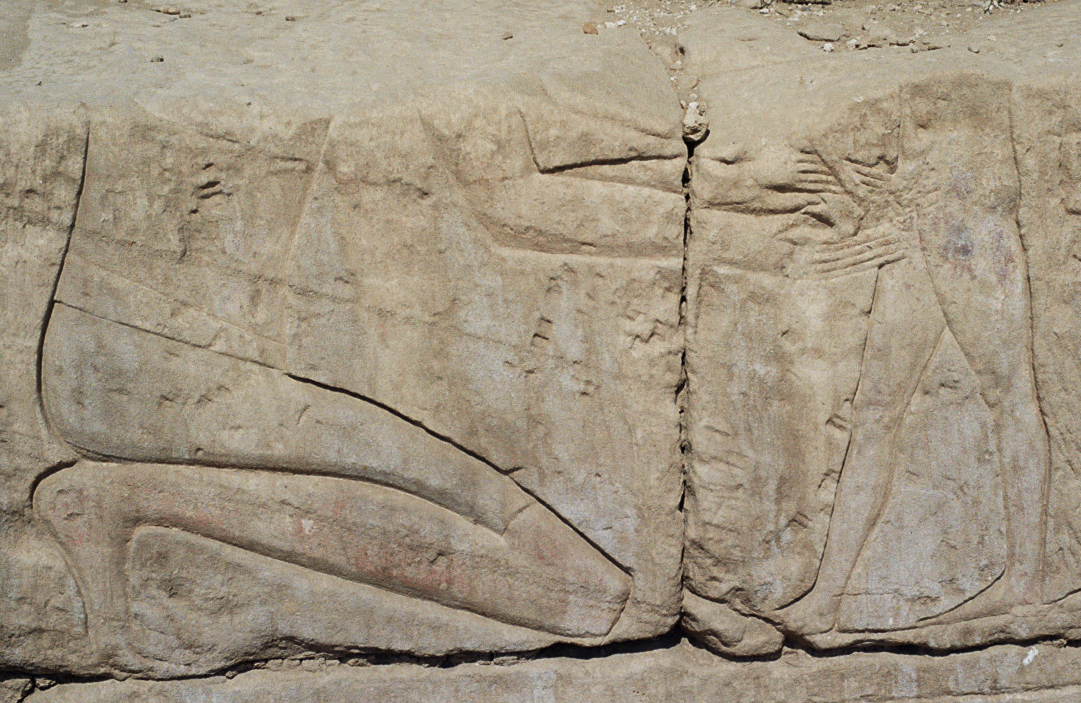
Relief mit der Darstellung der Beschneidung des Königs Taharqa, Tempel von Karnak

Da erwachsene Männer in der altägyptischen Kunst regelmäßig mit einem Schurz angekleidet dargestellt wurden, die Zirkumzision aber in der Pubertät erfolgte, sind Bildnisse von erkennbar beschnittenen erwachsenen Männern nur selten vertreten. Über die Beweggründe für derart abweichende nackte Darstellung gilt es verschiedene Spekulationen. Zu den bekannten Beispielen in den Museensammlungen gehören:
- Standfigur des Hofbeamten Snofru-Nefer (Altes Reich, späte 5. Dynastie, um 2.400 v. Chr., Kalkstein) – Kunsthistorisches Museum, Wien[5]
- Statue des Senedjemib Mehi (Altes Reich, 6. Dynastie, ca. 2353–2323 v. Chr., Holz bemalt) – Museum of Fine Arts, Boston[4]
- Statue des Sieglers Tjetji (Altes Reich, 6. Dynastie, ca. 2321-2184 v. Chr., Holz bemalt, Einlagen aus Kalkstein und Obsidian) – British Museum, London[6]
- Statue des Meryre-Hashetef (Altes Reich, 6. Dynastie, ca. 2345-2181 v. Chr., Ebenholz bemalt, Basis aus Maulbeerfeigenholz) – British Museum, London[7]

### Weitere historische Zeugnisse
Dem antiken griechischen Geschichtsschreiber Herodot (5. Jh. v. Chr.) zufolge praktizierten die Ägypter „die Beschneidung aus Gründen der Reinheit...“. Clemens von Alexandria (2.–3. Jh. n. Chr.) berichtet davon, Pythagoras von Samos (6. Jh. v. Chr.) habe sich während seines Ägyptenaufenthalts beschneiden lassen, damit ihm der Zugang zu Tempeln gewährt wurde.
Die Untersuchungen an ägyptischen Mumien zeigen, dass die Beschneidung unter erwachsenen Männern üblich war. So war beispielsweise in einer Stichprobe von 15 Mumien erwachsener männlicher Individuen aus al-Qurna, die auf den Zeitraum zwischen der 18. Dynastie und der griechisch-römischen Periode datieren, in allen Fällen die Vorhaut komplett entfernt, während dies bei allen drei untersuchten Kindermumien nicht der Fall war. Auch bei nahezu allen erhaltenen Königsmumien, sofern Genitalien nicht z. B. durch Grabräuber beschädigt wurden, konnte die Beschneidung festgestellt werden – die einzige sichere Ausnahme ist Ahmose I., während bei seinem Nachfolger Amenophis I. die älteren Untersuchungsergebnisse unschlüssig waren. Die im Jahre 2019 von Sahar Saleem im Ägyptischen Museum Kairo durchgeführten computertomographischen Untersuchungen der seit dem Altertum nicht beeinträchtigten Mumie des Amenophis I. bestätigen, dass auch sein Penis beschnitten war.

## Gegenwart
Die Beschneidung (arabisch ختان Chitan oder ختنة Chatna) wird auch heute noch in ganz Ägypten praktiziert, und zwar von allen Religionen und Gesellschaftsschichten. Muslime, Juden wie koptische Christen praktizieren weiterhin, aus religiösen, traditionellen oder hygienischen Gründen die Beschneidung.
Die mit der Koptisch-Orthodoxen Kirche verwandten orientalisch-orthodoxen Kirchen wie die Äthiopisch-Orthodoxe Tewahedo-Kirche und die Eritreisch-Orthodoxe Tewahedo-Kirche tun dies ebenso.